# Tupolew Tu-16
Die Tupolew Tu-16 (russisch Туполев Ту-16, NATO-Codename: „Badger“) war einer der ersten einsatzfähigen strahlgetriebenen Bomber und flog zum ersten Mal am 27. April 1952 als Prototyp Typ 88/1 (Projekt „N“). Sie war der zweite strategische Bomber der Sowjetunion. Die Tu-16 befindet sich als Xian H-6 in China bis heute im Einsatz.

## Geschichte
Ende der 1940er-Jahre wurde in der Sowjetunion ein Nachfolger für die Tu-4 gesucht. Der neue Bomber sollte bei 800 km/h Marschgeschwindigkeit mindestens 6.000 kg Bombenlast 5.000 km weit befördern können. Nachdem Tupolew zunächst versucht hatte, durch Modernisierung der Tu-4 zur Tu-85 zum Ziel zu kommen, wandte er sich einem kompletten Neuentwurf zu, so dass Anfang 1949 erste Forschungen für den schweren und schnellen Fernbomber 88 begannen. Ein Hauptproblem bestand darin, die relativ großen Mikulin-Triebwerke unterzubringen, die nicht unter die Tragflächen passten. Es wurde letztendlich entschieden, sie beidseitig des Rumpfes anzuordnen, weshalb der Bombenschacht umkonstruiert werden musste. Die offizielle Auftragsvergabe an das OKB Tupolew durch den Ministerrat der UdSSR erfolgte am 10. Juni 1950 mit der Resolution Nr. 2474-974, die Bestätigung durch die Luftstreitkräfte einem Monat später am 10. Juli. Die Ausstattung mit vom Konstruktionsbüro vorgeschlagenen Antrieben vom Typ Mikulin AM-3 wurde ein Jahr später am 5. Juli 1951 genehmigt. Der erste Prototyp 88-1 wurde Anfang 1952 vollendet und am 25. Januar 1952 zum Testgelände in Schukowski überstellt, wo am 27. April der Erstflug durchgeführt wurde. Die anschließende, 46 Flüge umfassende Werkserprobung dauerte bis zum 29. Oktober des Jahres. Die folgende staatliche Abnahme vom November 1952 bis März 1953 verlief unbefriedigend, weshalb Tupolew noch ein zweites, verbessertes Erprobungsflugzeug 88-2 anfertigte und nach der Werkserprobung vom 14. März bis September mit Erstflug am 6. April am 18. September 1953 für die staatlichen Tests übergab, die am 10. April 1954 positiv beendet werden konnten. Am 28. Mai erteilte der Ministerrat die Anweisung für die Serienfertigung, die aber mittlerweile im staatlichen Flugzeugwerk Nr. 22 in Kasan schon angelaufen war.
Als die Tu-16 ab Ende 1953, nur ein Jahr nach dem Erstflug vom 27. April 1952, als strategischer, mittelschwerer Bomber bei den sowjetischen Luftstreitkräften in Dienst gestellt wurde, wies die Maschine eine für ihre Zeit bemerkenswerte Leistungsfähigkeit in Bezug auf Geschwindigkeit und Reichweite auf. Erstmals öffentlich gezeigt wurde die Maschine am 20. Juli 1954 bei der Luftparade in Tuschino. Die Produktion fand außer in Kasan noch in den Werken Nr. 1 in Moskau und Nr. 64 in Woronesch statt. Am 22. November 1955 wurde von einer Tu-16 unter dem Kommando von F. P. Solowaschko erstmals in der Sowjetunion eine Wasserstoffbombe vom Typ RDS-37 von einem Flugzeug aus getestet.
Insgesamt wurden 1509 Tu-16 gebaut, 800 in Kasan, 543 in Moskau und 166 in Woronesch. Die Fernfliegerkräfte der russischen Luftstreitkräfte setzten noch bis 1993 Tu-16 ein.

## Konstruktion
Die Tu-16 wurde als Mitteldecker mit zwei in den Tragflächen integrierten Triebwerken ausgelegt. Aufgrund des großen Durchmessers der Mikulin-RD-3M-Triebwerke wäre ein Gondeldurchmesser von 1,5 m zu erwarten gewesen, der bei einer Anordnung der Triebwerke unter den Tragflächen einen zu geringen Abstand zum Boden ergeben hätte. Dies führte dann zu der bereits erwähnten Anordnung der Triebwerke beidseitig des Rumpfes in den Tragflächenwurzeln.
Als Vorlage für den Rumpf wurde der Rumpf der Tu-85 verwendet. Um die neuen Triebwerke im Bereich des Mittelrumpfes anordnen zu können, musste dort vom bisherigen kreisförmigen Querschnitt abgegangen und stattdessen der Bombenschacht mit senkrechten Seitenwänden versehen werden. Zwischen den Triebwerken und dem Bombenschacht sollte anschließend nur soviel Material wie notwendig verbleiben. Die Triebwerke wurden mittels Bolzen- und Schraubverbindungen an zwei Chromstahl-Ringspanten mit dem Rumpf verbunden. Eine gelenkige Lagerung des unteren Segmentes sorgte für die Austauschbarkeit der Triebwerke. Oberhalb der Spante wurden die Hauptholme der Tragflächen verschraubt. Die Triebwerkseinläufe haben einen oben abgeflachten runden Querschnitt. Die Schubdüsen sind um 3 Grad von der Längsachse des Rumpfes nach außen gerichtet, um eine thermische Belastung des Rumpfes durch den heißen Abgasstrahl zu vermeiden. Im Flug soll es dadurch keine Beeinträchtigungen geben, und bei einem Ausfall eines Triebwerkes ist die asymmetrische Verteilung des Schubes kaum spürbar. Diese komplexe Rumpf-Triebwerks-Anordnung verschaffte der Tu-16 nicht nur ihre charakteristische Silhouette, sondern reduzierte den Querschnitt um ein Drittel. Diese Reduzierung war nach den Vorgaben der Aerodynamiker des ZAGI erforderlich, um die Flächenregel einzuhalten.

### Rumpf
Der Rumpfbug bei der Ursprungsversion und bei mehreren späteren Versionen ist als verglaste Kanzel für den Navigator/Bombenschützen ausgeführt, eine Konstruktion, wie man sie bei vielen Tupolew-Flugzeugen wiederfindet. Nur die Versionen Badger-C/D besitzen am Rumpfbug eine Verkleidung zur Aufnahme der Antenne des Such- und Messradars. Dahinter befindet sich das Cockpit, das außer dem Piloten und Copiloten auch den gegen die Flugrichtung sitzenden Funker/oberen Bordschützen aufnimmt. Dieser Teil der Besatzung besteigt das Flugzeug über eine nach vorn unten aufklappbare Ausziehleiter. Die späteren Varianten sind mit Schleudersitzen ausgestattet. Die im Heck befindlichen Besatzungsmitglieder werden mit dem Schleudersitz nach unten ausgestoßen.
Hinter der Cockpitsektion und vor dem Bombenschacht befindet sich der vordere Kraftstofftank. Dieser ist wie der hintere als Integraltank ausgeführt und nimmt dabei den kompletten Rumpfquerschnitt ein. Der Waffenschacht ist im Tragflächenmittelstück platziert. In den Versionen mit vorhandenem Waffenschacht ist dieser mittels elektronisch bedienter Klappen ausgestattet. Für den Einsatz von Kernwaffen kann der Waffenschacht auch beheizt werden. In Aufklärungs- und Eloka-Versionen ist der Waffenschacht für die Aufnahme des Einsatzsystems umgebaut. An den Schachtklappen von für das Tragen von Flugkörpern ausgelegten Versionen befinden sich Aufhängestationen zur Aufnahme der Flugkörper.
Im Rumpfheck befinden sich die Plätze für den Heckschützen/Beobachter und den zweiten Funker/Bordschützen. Ersterer hat dafür eine eigene Station, während der andere über zwei seitliche Sichtkuppeln verfügt. Für den Zugang zu den Plätzen im Heck befinden sich unter dem Rumpf zwei ausklappbare Zugangsleitern, die im Falle eines Notausstieges öffnen und in dieser Position als Windbrecher fungieren, um so mit dem Fallschirm sicher auszusteigen. Es gibt keinen Verbindungstunnel zwischen der Cockpit- und der Hecksektion.
Die bemannten Bereiche sind druckbelüftet und mit schall- und wärmedämmenden Verkleidungen ausgestattet. Die Außenhaut des im Querschnitt kreisförmigen Rumpfes ist 1 bis 2 mm dick, an stärker belasteten Bereichen bis zu 3 mm. Sein größter Querschnitt beträgt 2,5 m.

### Tragflächen
Die Tragflächen weisen eine Spannweite von 32,93 m auf, haben eine Flügelfläche von 164,65 m² und sind zweifach gepfeilt. Der innere Teil der Tragfläche weist eine Pfeilung von 40,5° bis zum ersten Grenzschichtzaun auf. Die restliche Tragfläche ist mit 37,5° (gemessen jeweils an der Flügelvorderkante) gepfeilt. Je Tragfläche sind zwei Grenzschichtzäune vorhanden. Zur Einhaltung der Flächenregel an den Tragflächen sind gondelförmige Verdickungen an den Hinterkanten angebracht, die zur Entlastung erforderlich sind. Die Tragfläche ist eine Doppelholmkonstruktion, wobei bei der Gestaltung die Anordnung der Triebwerk seitlich am Rumpf auch hier Probleme bereitete. Um die Luftzufuhr durch die Lufteinlasskanäle zu den Triebwerken zu ermöglichen, musste hier der Holm durchbrochen werden und ein zum Lufteinlauf der Triebwerksgondel entsprechender Querschnitt eingehalten werden. Dazu wurde ein trapezförmiges Holmendstück entworfen, das an der breiten Seite an den Rumpf und an der schmalen Seite an den Holm montiert wurde.
Als Hochauftriebshilfen verfügt die Tu-16 über je zwei zweiteilige Landeklappen pro Tragfläche (durch den Fahrwerksbehälter getrennt), die als Spaltklappen ausgeführt sind. Sie sind mittels Elektromotoren und Achsspindeln bis zu 35° ausfahrbar.
An der Außenseite der Tragflächen sind hinter dem zweiten Grenzschichtzaun die einteilig ausgeführten Querruder angebracht. Diese sind mit innerem Achsausgleich versehen und besitzen jeweils ein zwangsgekoppeltes Trimmruder. Der Antrieb der Querruder erfolgt über Hydraulikverstärker.
Die Vorderkanten der Tragflächen sind starr und werden wie die Lufteinlässe mit Zapfluft enteist.
An den Backbord-Tragflächenenden der meisten Tu-16 befindet sich das Aufnahmegeschirr für die Luftbetankung. Diese hat bei der Tu-16 die Besonderheit, dass sie über eine „Flügel-zu-Flügel“-Schlauchverbindung erfolgt. Die dafür spezialisierten Lufttanker besitzen am Ende der Steuerbord-Tragfläche eine Luftbetankungsvorrichtung mit einem Tankschlauch. Die meisten anderen Tu-16-Versionen besitzen stattdessen am Ende der Steuerbord-Tragfläche ein Kraftstoffschnellablassrohr. Die Druckbetankung erfolgt über Betankungsanschlüsse an der Tragflächenunterseite auf beiden Tragflächen.
Zur Wartung des Triebwerks sind auf Ober- und Unterseite große Wartungsklappen vorhanden, um einen guten Zugang zum Triebwerk zu gewährleisten.

### Leitwerk
Das Leitwerk ist als Kreuzleitwerk ausgelegt. Das Seitenleitwerk ist gepfeilt und besitzt zum Ende hin nur eine geringe Streckung. Das einteilige Seitenruder ist mit einer Hilfsklappe versehen und wird über einen Kraftverstärker angesteuert. Die starren gepfeilten Höhenleitwerke haben einteilige Höhenruder, die handbetätigt werden und automatisch mitgeführte Hilfsklappen besitzen.

### Fahrwerk
Die Tu-16 besitzt ein doppelt bereiftes Bugfahrwerk und, anders als beim Vorgängermodell Tu-85, zwei vierrädrige Hauptfahrwerke. Diese Konfiguration ermöglicht den Betrieb auf schlecht präparierten Pisten. Durch die Anordnung der Triebwerke war ein Einfahren der Hauptfahrwerke in den Rumpf nicht möglich. Aus diesem Grund wurden an den Tragflächen gondelförmige Verdickungen angebracht. Das Fahrwerk fährt ein, indem die vorderen Räder nach hinten und die hinteren nach vorn kippen. Diese Gondeln dienen auch der Einhaltung der Flächenregel. Um einen Tailstrike bei Starts und Landungen zu verhindern, ist am Heck ein einziehbarer Hecksporn vorhanden. Alle Fahrwerke, der Hecksporn und die Bremsen werden hydraulisch angesteuert.

## Avionik

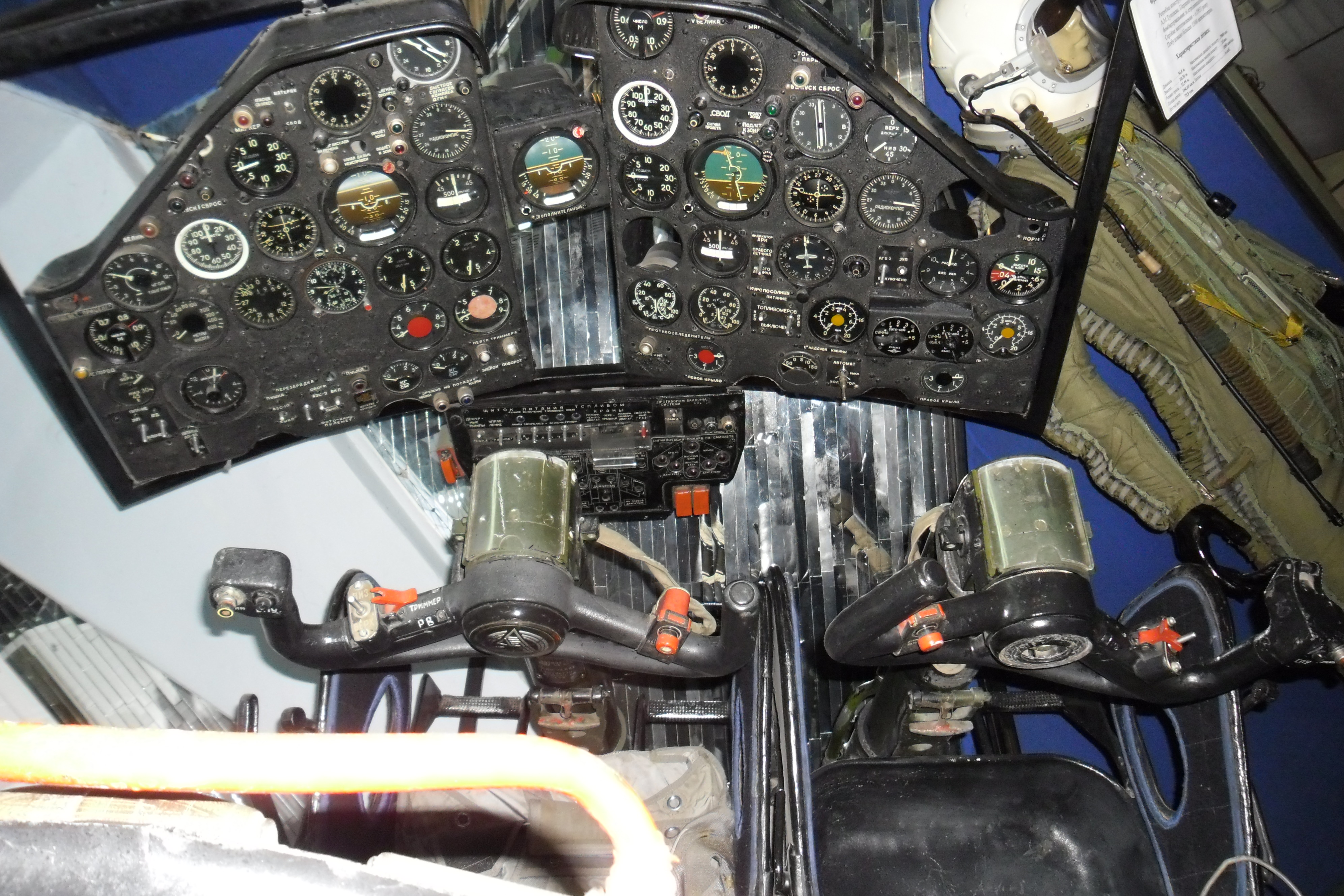
Cockpit einer Tu-16

Die Tu-16 besitzt eine umfangreiche Elektronikausrüstung, die sich zwischen den einzelnen Versionen aufgrund der unterschiedlichen Verwendungszwecke unterscheidet. Von der Rumpfoberseite zum Seitenleitwerksende ist die VHF-Peitschenantenne des Funkgerätes RSIU-3M gespannt. Weiterhin sind beidseitig hinter dem Cockpit Antennengatter für Kurzwellenfunk zur Kommunikation über große Entfernungen angebracht. Unter dem Rumpf befinden sich noch zwei weitere VHF-Antennen, die an die VHF-Funkgeräte Nr. 1 und 2 angeschlossen sind. Die IFF-Antenne befindet sich auf der Rumpfunterseite am Heck.
An der Rumpfunterseite ist unter einer tropfenförmigen Verkleidung das Argon-Navigations- und Bombenzielradar angebracht. Die Schiffsbekämpfungsversion Badger-C und der ELINT-Aufklärer Badger-D besitzen anstelle der Bugverglasung ein großes Radom zur Aufnahme des Such- und Entfernungsmessradars. Auch über dem Heckstand befindet sich ein Radar zur Überwachung des Bereiches hinter dem Flugzeug. Es wird bei der NATO als „Bee Hind“ bezeichnet und wird vom Heckschützen zum Richten der Heckwaffen bedient.
Für die Flugführung besitzt die Tu-16 VOR, ILS und vor dem Bombenschacht den Funkhöhenmesser RV-17.
Die Mehrzahl der Avionikausrüstung befindet sich in Schränken hinter der Cockpitsektion.

## Varianten

### Sowjetunion
Die Hauptvarianten waren die der Tu-16- und Tu-16A-Bomber, die Raketenträger Tu-16KS und Tu-16K-10, die Tu-16SPS, „Elka“ und Tu-16Je als ECM-Flugzeug, die Tu-16R als Aufklärungsflugzeug und die Tu-16T-Torpedobomber. Andere Ableitungen wurden aus Umbau produziert. Einzelne Flugzeuge (vor allem die Raketenträger) wurden mehrmals modifiziert, um den Anforderungen zu entsprechen.
- Tu-16 (NATO-Codename Badger-A) – Basisvariante, die ab 1954 die Tu-4 ersetzen sollte. Es existieren einige Varianten, die im Westen alle als Badger A bekannt sind.
- Tu-16A (Badger-A) – Geänderte Tu-16 für den Atombombenabwurf, 453 Stück gebaut. Viele Maschinen wurden später in andere Varianten umgebaut.
- Tu-16Z (Badger-A) – Eine Tankerversion der Tu-16 (Tankmethode: „Flügel-zu-Flügel“), die auch als Bomber eingesetzt werden konnte.
- Tu-16G/Tu-104G (Badger-A) – schnelles Luftpostmodell, Trainingsversion für Flugzeugbesatzungen der Aeroflot.
- Tu-16 „Zyklon“ (Badger-A) – Wetteraufklärer
- Tu-16LL (Badger-A) – Triebwerkserprobungsträger
- Tu-16N (Badger-A) – Eine Tankerversion für die Tu-22/Tu-22M-Bomber. Ab 1963 eingesetzt. Ein ähnliches Flugzeug, die Tu-16NN, wurde aus der Tu-16Z abgeleitet.
- Tu-16T (Badger-A) – geringe Stückzahl von Torpedobombern für die sowjetische Marineluftfahrt. Trug bis zu vier 533-mm-Torpedos, Minen und Wasserbomben. 76 Stück gebaut und einige mehr umgebaut. Alle Maschinen wurden später in Tu-16S umgebaut.
- Tu-16S (Badger-A) – Version für Such- und Rettungseinsätze (mit abwerfbaren Rettungsbooten an Bord)
- Tu-16Je (Badger-A) – Version für die elektronische Kriegführung und elektronischer Aufklärung (ELINT).
- Tu-16KS (Badger-B) – Variante entworfen als Startplattform für zwei KS-1-„Komet“-Flugkörper, 107 gebaut im Zeitraum 1954–1958, im Dienst bei der sowjetischen Marineluftfahrt, Ägypten und Indonesien. Später für neuere Flugkörper umgebaut.
- Tu-16K-10 (Badger-C) – eine andere Marinevariante, Maschinen dieser Version trugen einen einzelnen K-10S-Antischiffs-Flugkörper. 216 Stück gebaut im Zeitraum von 1958 bis 1963. Sie besaß ein Radar „JeN“ zur Zielsuche und Raketenlenkung für die K-10S im Rumpfbug. Eine weitere Entwicklung
- Tu-16K-10-26 (Badger-C) – Diese Maschine trug eine einzelne K-10S und zwei Flugkörper KSR-2 oder KSR-5 (Raketenkomplex K-26). Einige wurden später in ELINT-Versionen umgebaut.
- Tu-16RM-1 (Badger-D) – Seeüberwachungsversion mit ELINT-Ausrüstung; 23 aus Tu-16K-10 umgebaut. Es behielt sein Radar in einer Nase und könnte die K-10S-Flugkörper führen
- Tu-16R (Badger-E) – Überwachungsversion mit ELINT-Ausrüstung, zuerst für die Seeüberwachung gebaut. Sie konnte auch KS-Flugkörper führen.
- Tu-16RM-2 (Badger-E) – geänderte Tu-16R für die Marine. Sie konnte KSR-2-Flugkörper tragen.
- Tu-16KRM (Badger-E) – Startplattform für Zieldrohnen (eine Variante der Tu-16K-26).
- Tu-16RM-2 (Badger-F) – eine Überwachungsversion auf Basis der -16R/RM, aber mit zusätzlicher externer ELINT-Ausrüstung.
- Tu-16K/Tu-16KSR (Badger-G) – Umbau von früheren Marineversionen. Diese wurden entworfen, um Bomben im internen Waffenschacht zusätzlich zu den externen Luft-Bodenraketen, wie der AS-5 „Kelt“ oder AS-6 „Kingfish“ zu tragen. Es existieren zahlreiche Varianten, entworfen für die getragenen Flugkörper (K-11, K-16 und K-26, KSR-11, KSR-2 und KSR-5). Folgende weitere benannte Varianten gab es:
- Tu-16KSR-2 (Badger-G) – mit Raketenkomplex K-16 (zwei Flugkörper KSR-2). Verwendet ab 1962. Ähnliche Flugzeuge, umgebaut aus anderen Varianten, wurden als Tu-16K-16 bezeichnet.
- Tu-16K-11-16 (Badger-G) – mit K-16 (Flugkörper KSR-2) oder K-11-Raketenkomplex (zwei Antiradar-Flugkörper KSR-11). Verwendet ab 1962. Umgebaute Flugzeuge wurden als Tu-16KSR-2-11 bezeichnet. Über 440 Stück gebaut.
- Tu-16K-26 (Badger-G) – mit Raketenkomplex K-26 (zwei Flugkörper KSR-5) oder alternativ KSR-2- oder KSR-11-Flugkörpern. Verwendet ab 1969. Ähnliche Flugzeuge wurden Tu-16KSR-2-5-11 oder Tu-16KSR-2-5 genannt (konnte keine KSR-11 tragen). Über 240 Tu-16 Stück gebaut.
- Tu-16K-26P Badger-G – Version für den K-26P-Raketenkomplex (zwei Antiradar-KSR-5P-Flugkörper, sowie KSR-5, 2 oder 11).
- Tu-16 „Elke“ (Badger-H) – Entworfen für elektronische Kriegführung oder elektronischen Gegenmaßnahmen.
- Tu-16P „Büket“ (Badger-J) – eine andere Variante für die elektronische Kriegführung.
- Tu-16Je (Badger-K) – wahrscheinlich eine Version in der Konfiguration der Badger F mit verbesserter ELINT-Fähigkeit.
- Tu-16P (Badger-L) – eine andere Version der Badger J mit moderneren Systemen für die ELINT-Rolle.

### Volksrepublik China

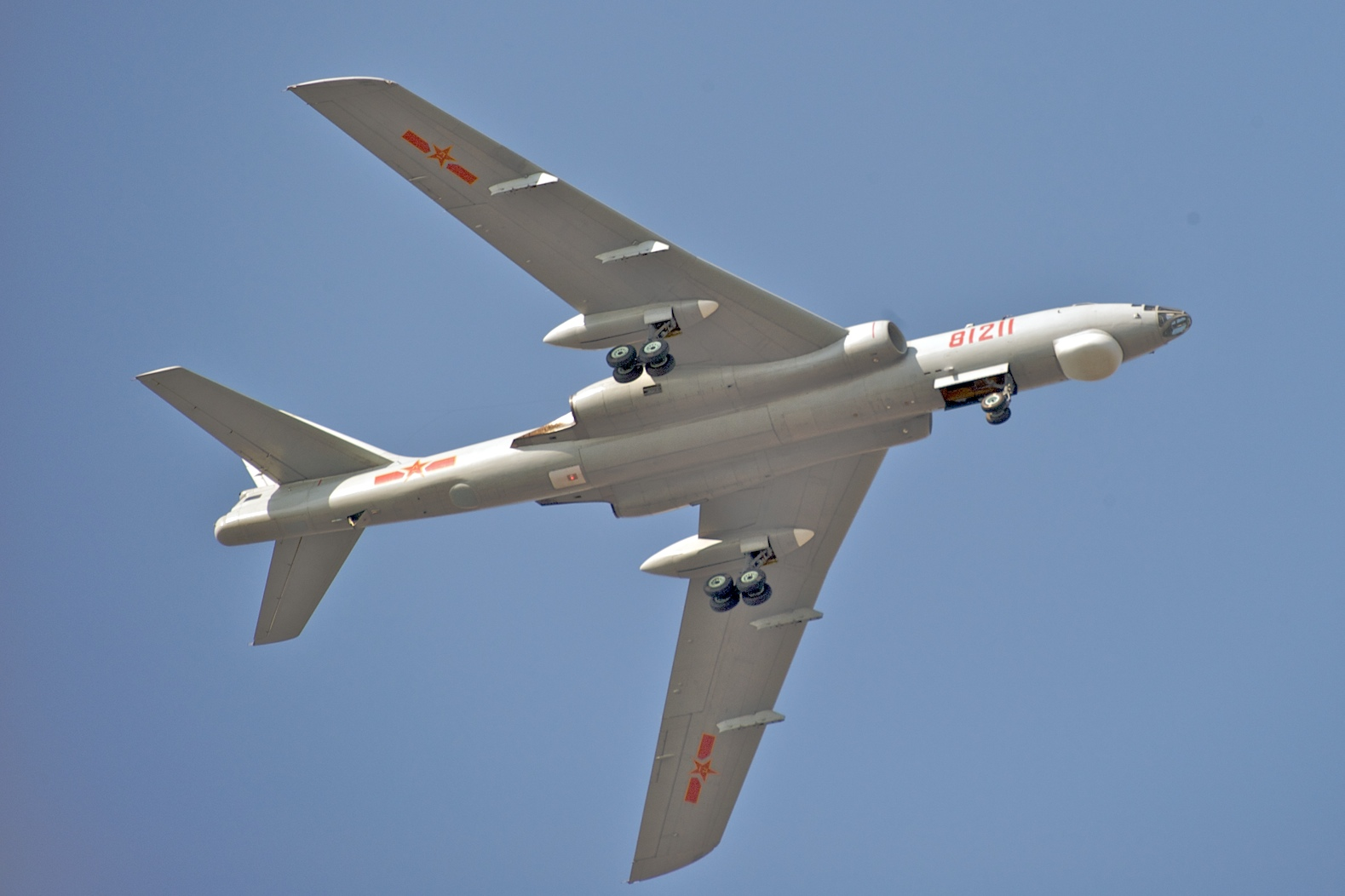
Eine Xian H-6M der chinesischen Luftwaffe

China entwickelte auf der Grundlage von aus der Sowjetunion gelieferten Tu-16-Bausätzen seine eigene Variante, die Xian H-6.

## Einsatzstaaten
- Sowjetunion: Die WWS nutzten die Tu-16 auch außerhalb des Heimatlandes auf Stützpunkten in verbündeten Staaten u. a. in Vietnam (Cam Ranh Bay).
  -  Russland: die von der Sowjetunion übernommenen Tu-16 wurden noch bis 1993 weiterbetrieben.[6]
  - GUS-Staaten: alle nach der Auflösung der Sowjetunion an die Luftstreitkräfte der Nachfolgestaaten übergegangenen Tu-16 wurden in den 1990er ausgemustert.
    -  Ukraine: Verfügte nach dem Ende der Sowjetunion über etwa 50 Aufklärer und Flugkörperträger. Die Flugzeuge waren beim 260. HBAP in Stryj und beim 251. HBAP in Belaja Zerkow stationiert.
- Ägypten: Erhielt 25 Badger-G, wovon noch acht Maschinen von Kairo-West aus betrieben werden sollen.
- Indonesien: Rüstete seine Luftstreitkräfte ab dem 2. Juli 1961 mit 25 Tu-16 aus. Diese waren auf zwei Staffeln verteilt. Der Restbestand von 22 Flugzeugen soll inzwischen eingelagert sein.
- Irak: Erwarb von der Sowjetunion acht Tu-16 für den Krieg gegen den Iran.

## Einsätze

### Sechstagekrieg
Ägypten hat seine 20 Badger-A, die von der damaligen Sowjetunion geliefert wurden, im Sechstagekrieg durch Angriffe der Israelis verloren. An deren Stelle erhielt die ägyptische Luftwaffe 1971 neue Badger-G-Angriffsflugzeuge mit Luft-Boden-Raketen KSR-2 (russisch КСР-2П). Eine Badger-G stürzte am 1. September 1975 in Ägypten ab.

### Afghanistan
Durch die sowjetischen Luftstreitkräfte wurden Tu-16 in Afghanistan eingesetzt. Welche Version und ob als Bomber oder in einer anderen Rolle, ist nicht bekannt.

## Technische Daten
| Kenngröße             | Daten der Tu-16A („Badger-A“)                                                              |
| --------------------- | ------------------------------------------------------------------------------------------ |
| Besatzung             | 6                                                                                          |
| Rettungssystem        | 6 Schleudersitze für die Besatzungsmitglieder, in älteren Varianten Rundkappen-Fallschirme |
| Länge                 | 36,25 m                                                                                    |
| Spannweite            | 32,99 m                                                                                    |
| Höhe                  | 10,36 m                                                                                    |
| Flügelfläche          | 164,65 m²                                                                                  |
| Flügelstreckung       | 6,61                                                                                       |

Dreiseitenriss der Tu-16

| Flächenbelastung      | - minimal (Leermasse): 222 kg/m² - maximal (maximale Startmasse): 460 kg/m²                |
| Leermasse             | 36.600 kg                                                                                  |
| max. Startmasse       | 75.800 kg                                                                                  |
| Höchstgeschwindigkeit | 990 km/h                                                                                   |
| Dienstgipfelhöhe      | 12.800 m                                                                                   |
| Reichweite            | ca. 5.800 km                                                                               |
| Triebwerke            | zwei Mikulin AM-3M-Strahltriebwerke mit 93,2 kN Schub                                      |

## Bewaffnung

### Selbstverteidigung

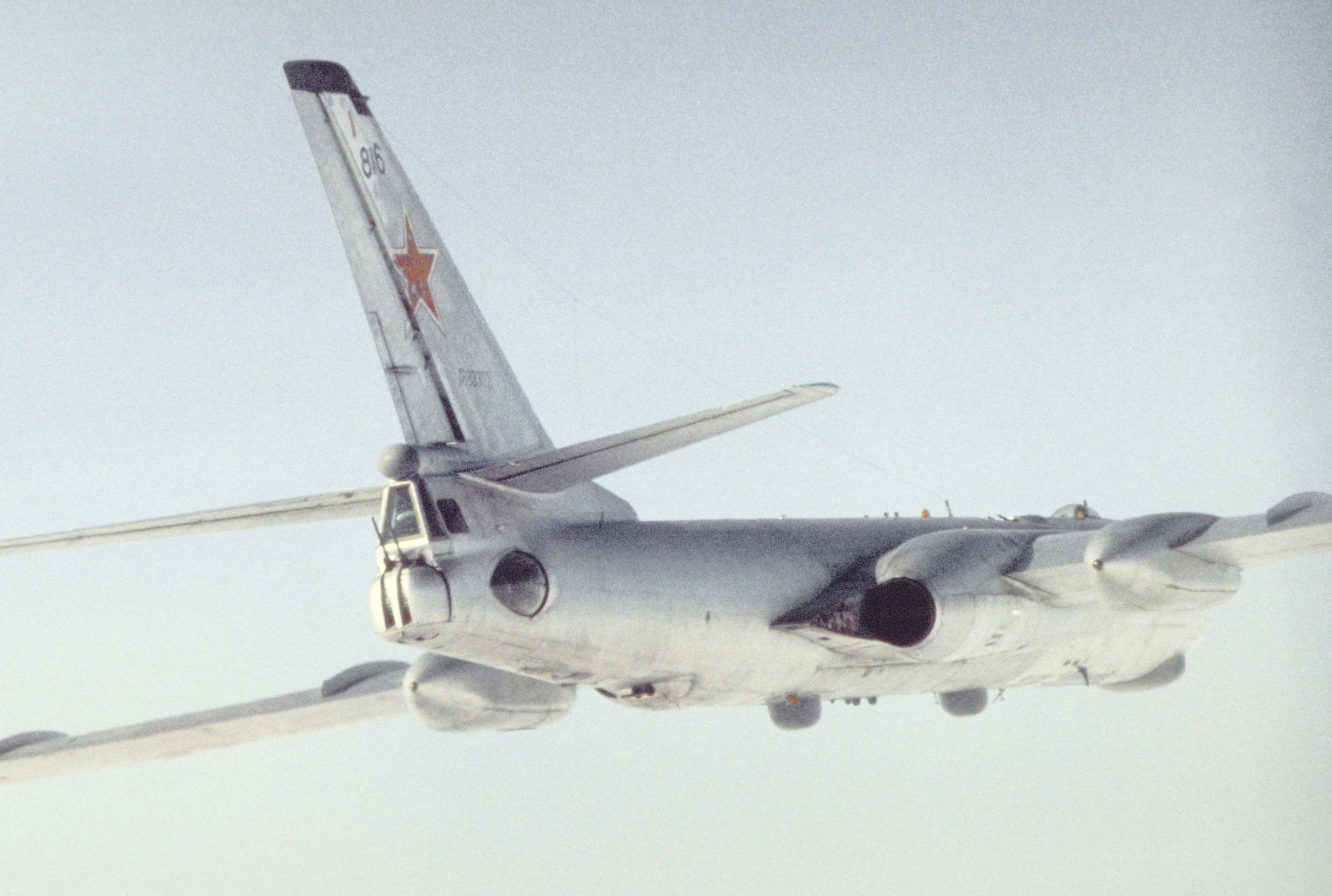
Heckbewaffnung der Tupolew Tu-16

Die Tu-16 ist je nach Version mit bis zu sieben 23-mm-Maschinenkanonen Afanasjew-Makarow AM-23 bewaffnet. Jeweils zwei davon befinden sich in einer Hecklafette im Heckstand sowie in den beiden abgeflachten ferngelenkten Waffentürmen auf dem Rumpf hinter dem Cockpit und unter dem Rumpf vor dem Hecksporn. Diese Maschinenkanonen können entweder vom Radar am Heckstand oder manuell durch die Schützen gelenkt werden. Dem Bordschützen für den unteren Waffenturm stehen zwei seitliche Beobachtungskuppeln am Rumpfheck zur Verfügung. Der Bordschütze für den oberen Waffenturm sitzt entgegen der Flugrichtung hinter den Piloten und kann seinen Schießbereich durch eine Beobachtungskuppel vor dem Waffenturm einsehen. Eine siebente Bordkanone ist bei einigen Badger-Versionen starr in Flugrichtung auf der rechten Seite der Bugkanzel eingebaut und wird vom Piloten bedient.
- 1 × 23-mm-Maschinenkanone Afanasjew-Makarow AM-23 mit 200 Schuss Munition
- 1 × Zwillingslafette in Drehkuppelturm 9-A-036 mit je 2 × 23-mm-Maschinenkanonen-Afanasjew-Makarow AM-23 mit je 225 Schuss Munition im Heckstand. Die Steuerung erfolgte durch den Heckschützen aus seiner Druckkabine mittels des „Bee Hind“-Feuerleitradars.
- 2 × Zwillingslafette in drehbaren Waffentürmen mit je 2 × 23-mm-Maschinenkanonen-Afanasjew-Makarow AM-23 mit je 200 Schuss Munition unter und über dem Rumpf

Spätere Varianten wurden mit dem elektronischen Störsendersystem SPS-100 „Reseda“ ausgestattet. Dieses wurde anstelle des Heckstandes eingebaut.

### Abwurfwaffen
Waffenzuladung von 9000 kg an 2–7 Außenlaststationen (nur H-6) sowie im Bombenschacht
Die Bomberversionen sind in der Lage, im Bombenschacht konventionelle und auch nukleare Waffen mit einem Maximalgewicht von 9.000 kg aufzunehmen. Der Bombenschacht im Rumpf wurde so groß gewählt, dass auch die damals größte Bombe (FAB-9000) mitgeführt werden konnte. Die späteren Ausführungen der Tu-16 können auch an den beiden Unterflügelstationen Bomben mitführen. Die Versionen zur Seezielbekämpfung verfügen über mehrere Typen von Flugkörpern. Die Badger-B als erste Version für die Marinefliegerkräfte konnte einen einzelnen Flugkörper KS-1 unter einer Tragfläche aufnehmen. Die folgende Badger-C war anfangs mit einem Flugkörpersystem K-10S unter dem Rumpf ausgerüstet. Die Badger-G wurde anfangs mit dem Flugkörpersystem KSR-2 ausgerüstet, das an Unterflügelstationen aufgenommen werden konnte. Dadurch konnten auch weiterhin Freifallbomben im Bombenschacht mitgeführt werden. Alle diese Flugkörper hatten das äußere Aussehen eines Kleinflugzeuges. Später wurden mehrere Badger-C und Badger-G zur Aufnahme des moderneren überschallschnellen Flugkörpers KSR-5 umgerüstet.
Luft-Boden-Lenkflugkörper
- 1 × Mikojan KS-1 „Kometa“ – Seezielflugkörper
- 1 × OKB Beresnjak K-10S  – Seezielflugkörper
- 2 × Mikojan/Raduga KSR-2 – Seezielflugkörper
- 2 × Mikojan/Raduga KSR-11 – Antiradarlenkwaffen
- 1–2 × Raduga Ch-26 – Langstrecken-Antischifflenkwaffen

Torpedos

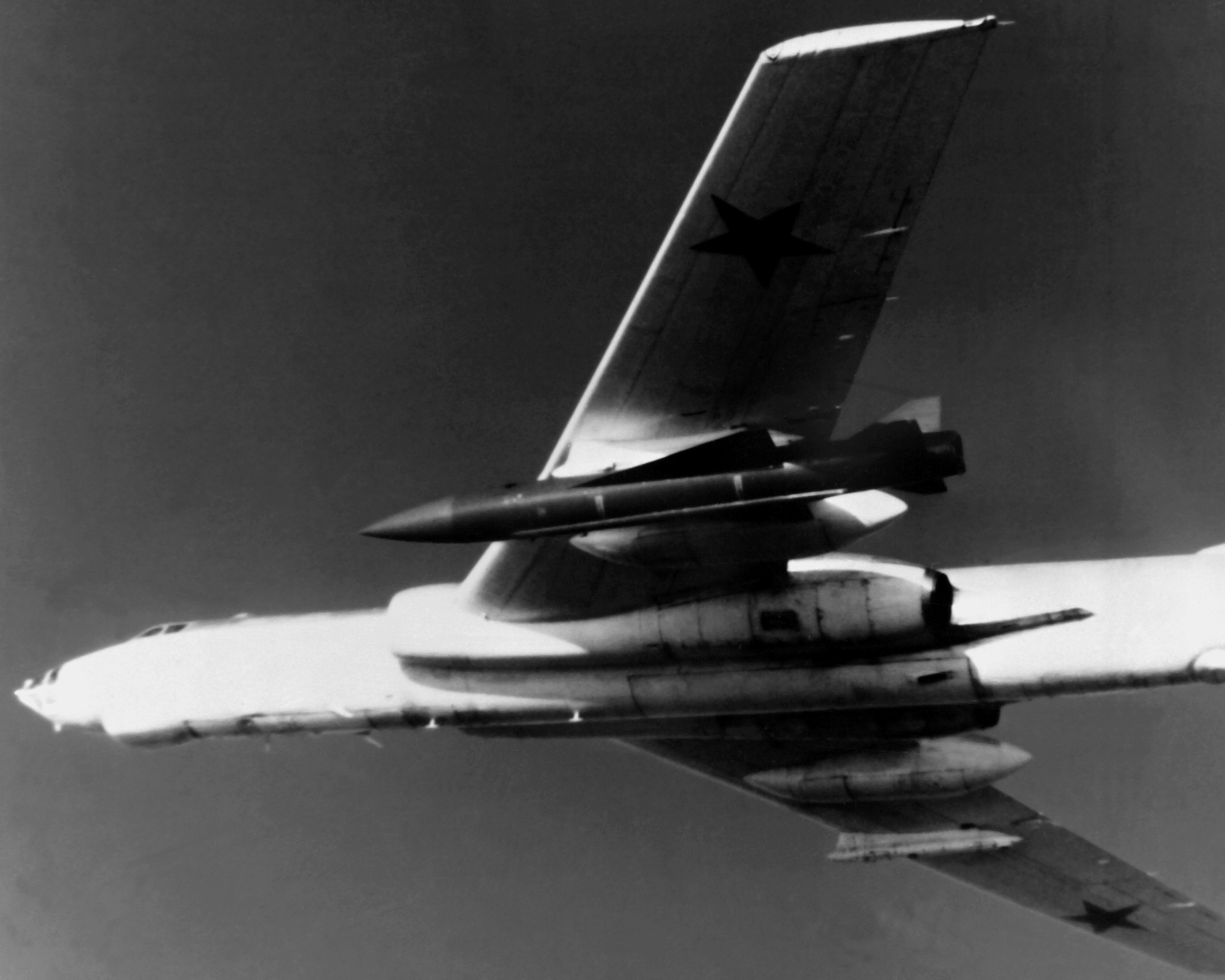
Ch-26-Seezielflugkörper an einer Tupolew Tu-16K

- 4 × RAT-52-Torpedos (450 mm, ungelenkt, raketengetrieben)
- 6 × 45-54WT-Torpedo (450 mm, ungelenkt)
- 6 × 45-56NT-Torpedo (450 mm, ungelenkt)

Ungelenkte Bomben
- 12 × UDM (500-kg-Seeminen)
- 12 × AMD-2-500 (500-kg-Seemine)
- 60 × Basalt FAB-100M-54 (100-kg-Freifallbombe)
- 24–36 × Basalt FAB-250M-54 (250-kg-Freifallbombe; Tu-16A 24 Bomben, Tu-16K-26 36 Bomben)
- 12–18 × Basalt FAB-500M-54 (500-kg-Freifallbombe; Tu-16A 12 Bomben, Tu-16K-26 18 Bomben)
- 24–36 × ZAB-250 (250-kg-Brandbombe)
- 12–18 × ZB-500RT (450-kg-Napalmbombe)
- 4–6 × FAB-1500 (1500-kg-Freifallbombe)
- 3 × FAB-3000 (3000-kg-Freifallbombe)
- 1 × FAB-5000 (5000-kg-Freifallbombe)
- 1 × FAB-9000 (9000-kg-Freifallbombe)
- 1–2 RDS-04 „Tatjana“ (8U69, nukleare 42-kt-Freifallbombe)
- 1–2 8U-49 „Natascha“ (nukleare Freifallbombe)

Gelenkte Bomben
- 2 × UB-2F „Tschaika“
- 2 × UB-5 „Kondor“